# Diêm Đình
Diêm Đình chữ Hán giản thể: 盐亭县, Hán Việt: Diêm Đình huyện) là một huyện thuộc địa cấp thị Miên Dương, tỉnh Tứ Xuyên, Cộng hòa Nhân dân Trung Hoa. Huyện này có diện tích 1.645 km², dân số năm 2002 là 590.000 người.
Diêm Đình được chia thành 14 trấn, 21 hương và 1 hương dân tộc.
- Trấn: Vân Khê, Phú Dịch, Ngọc Long, Kim Khổng, Lưỡng Hà, Hoàng Điền, Bách Tử, Bát Giác, Hắc Bình, Cao Đăng, Kim Kê, An Gia, Lâm Nông, Cự Long.
- Hương: Long Tuyền, Chiết Cung, Ma Ương, Phùng Hà, Thạch Ngưu Miếu, Tông Hải, Lưỡng Xoá Hà, Lâm Sơn, Tân Nông, Tam Nguyên, Ngũ Long, Trà Đình, Kim An, Tẩy Trạch, Mao Công, Kiếm Hà, Lai Long, Vĩnh Thái, Hoàng Khê, Cử Khê, Song Bài.
- Hương dân tộc Hồi Đại Hưng.